# Панчо Бошков
Панчо Бошков, известен като Даскал Панча, е български просветен деец.

## Биография
Роден в Пирот в историко-географската област Поморавие в края на 18-и или началото на 19 век. Работи като самоук учител към местното килийно училище по едно и също време с даскал Пейча. Преподава „буквар, часослов, псалтир“. Сред учениците му е иконом Петър Шишков. По-късно се преселва в Цариброд. Там учителства заедно с местните учители Влая Савин и Живко Мадов в първото училище в градчето, което се помещава в къщата на Нака Даскалов, също преселник от Пирот. Панчо Бошков почива в Цариброд.